# Sérgio Guerra
Severino Sérgio Estelita Guerra, GOMM; (Recife, 9 de novembro de 1947 — São Paulo, 6 de março de 2014) foi um economista e político brasileiro. Seus últimos cargos na vida pública foram os de Presidente Nacional do PSDB e Deputado Federal por Pernambuco. Anteriormente também já havia sido Deputado Estadual e Senador pelo mesmo estado. 
Oriundo de família de políticos: o pai, Pio Guerra, e um de seus irmãos, José Carlos Guerra, também haviam sido deputados federais.
Formado em economia pela Universidade Católica, militou no movimento estudantil. Teve dois filhos e duas filhas, e foi genro do ceramista Francisco Brennand. Trabalhou na Fundação Joaquim Nabuco e na iniciativa privada. Era também pecuarista e criador de cavalos de raça. Morreu em 6 de março de 2014 em decorrência de um câncer de pulmão.

## Política
Filiou-se ao PMDB em 1981 e no ano seguinte foi eleito deputado estadual. Em 1985 filiou-se ao PDT e no ano seguinte foi reeleito ao cargo. Em 1989, filiou-se ao PSB e ocupou os cargos de secretário estadual de Indústria, Comércio e Turismo e de Ciência e Tecnologia no governo Miguel Arraes. Obteve pelas urnas o cargo de deputado federal em 1990, reelegendo-se em 1994 e 1998.
Assumiu novamente a secretaria de Indústria e Comércio entre 1997 e 1998, no último mandato de Miguel Arraes.
Em 1999, deixou o PSB e filiou-se ao Partido da Social Democracia Brasileira (PSDB), onde se manteve desde então. Participou do primeiro governo Jarbas Vasconcelos em Pernambuco, ocupando a Secretaria Extraordinária.

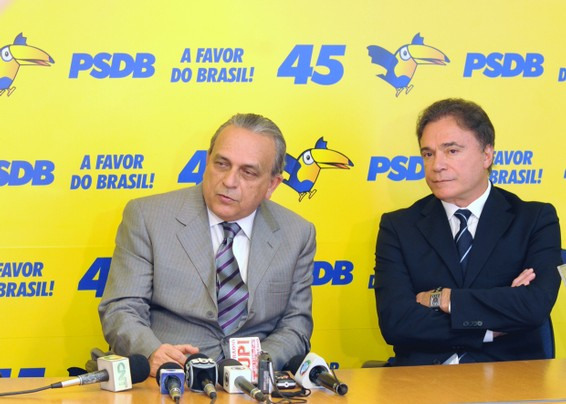
Sérgio Guerra e o senador Álvaro Dias.

Guerra disputou em 2002 o cargo de senador pelo PSDB de Pernambuco. Foi o 2° colocado naquela disputa, eleito com 1.675.779 votos (26,9% dos válidos) – eleito juntamente com Marco Maciel (PFL), o 1° colocado. Em março de 2005, foi admitido pelo presidente Luiz Inácio Lula da Silva à Ordem do Mérito Militar no grau de Grande-Oficial especial.
Nas eleições de 2006, foi o coordenador nacional da campanha presidencial de Geraldo Alckmin.
Em 2010, foi o sexto candidato a deputado federal mais votado em Pernambuco. Elegeu-se com 167.117 votos (3,79% dos válidos).

## Dirigente partidário
Em 23 de novembro de 2007, Sérgio foi eleito presidente do PSDB substituindo Tasso Jereissati, cargo que ocupou até 18 de maio de 2013, quando o senador Aécio Neves foi eleito. Defendeu que o partido deve utilizar o legado de Fernando Henrique Cardoso em sua atuação política.
À frente da sigla, coordenou as duas últimas campanhas presidenciais tucanas, com Geraldo Alckmin, em 2006, e José Serra, em 2010.
No ano de 2012, Guerra implementou um processo de reestruturação do partido. O PSDB passou a investir mais no uso das redes sociais, como Facebook e Twitter, e também incrementou o diálogo com diferentes setores da sociedade, como as mulheres, os jovens e os sindicalistas.
Outra proposta idealizada por Sérgio na presidência do PSDB é a adoção de eleições prévias para a escolha de candidatos majoritários, quando 2 ou mais membros colocarem-se à disposição para o cargo.

## Atuação

### Como deputado estadual
Durante seus mandatos como deputado estadual na Assembleia Legislativa de Pernambuco, Sérgio ocupou a presidência de duas comissões - Defesa do Meio Ambiente, entre 1986 e 1987, e Área das Secas e Negócios Municipais, entre 1989 e 1990.

### Como senador
Entre outras realizações, Sérgio foi o autor do projeto de lei 240/2005, que instituiu o Fundo de Apoio ao Biodiesel. O parlamentar também propôs a regulamentação da atividade de propaganda comercial na modalidade de mídia exterior.
Sérgio integrou as CPIs do Banestado, Apagão Aéreo, ONGs, Petrobras, Ambulâncias e Correios. Foi membro do Conselho de Ética e Decoro Parlamentar.
E, ao longo de seu período no Senado, participou como titular das seguintes comissões: Comissão de Assuntos Econômicos, Comissão Mista de Controle das Atividades de Inteligência, Comissão de Constituição, Justiça e Cidadania, Comissão de Ciência, Tecnologia, Inovação, Comunicação e Informática, Comissão de Desenvolvimento Regional e Turismo, Comissão de Educação, Cultura e Esporte, Comissão de Serviços de Infraestrutura, Comissão Mista de Planos, Orçamentos Públicos e Fiscalização, Conselho da Ordem do Congresso Nacional, Comissão de Agricultura e Reforma Agrária.

### Como deputado federal
Em seu quarto mandato na Câmara, Sérgio integrou as comissões de Relações Exteriores e Defesa Nacional, da Representação Brasileira no Parlamento do Mercosul e de debate do PL3555/04, que prevê uma nova regulamentação para o setor de seguros.

## Suspeitas de corrupção

### Propina na CPI da Petrobras em 2009
Sérgio Guerra foi denunciado pelo delator da Lava Jato Paulo Roberto Costa de que teria recebido R$ 10 milhões para impedir uma CPI da Petrobras, em 2009.

### Panama Papers
Em 4 de abril de 2016, foi divulgado pelo ICIJ que Sérgio Guerra tem contas em empresas offshores no exterior abertas pela companhia panamenha Mossack Fonseca, especializada em camuflar ativos usando companhias sediadas em paraísos fiscais.